# Ряска горбатая
Ря́ска горба́тая (лат. Lémna gíbba) — многолетнее водное растение, вид рода Ряска (Lemna) подсемейства Рясковые семейства Ароидные, или Аронниковые (Araceae) (ранее это подсемейство выделяли в отдельное семейство).

## Ботаническое описание

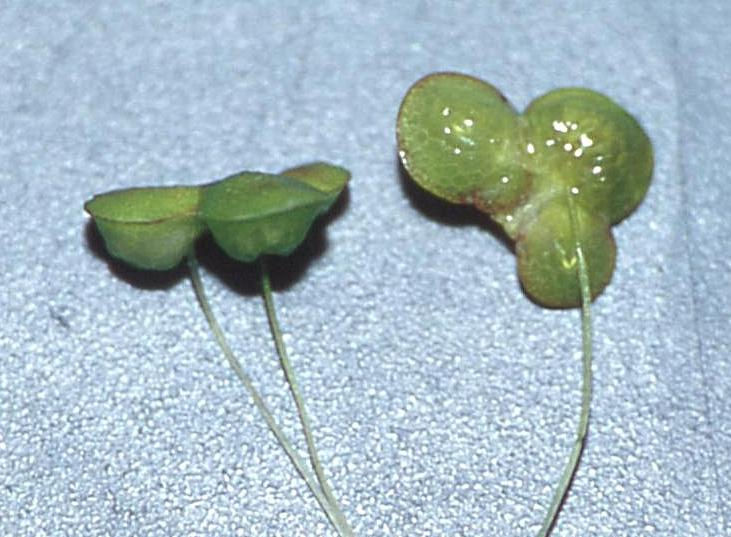
Растение крупным планом

Стебли — округло- или обратнояйцевидные видоизменённые пластинки, без листьев, 1—(7)8 мм длиной, 0,8—6 мм шириной, в 1—1,5 раза в длину больше, чем в ширину, с верхней стороны немного блестящие, обычно без заметных устьиц (иногда небольшие стебли с хорошо заметными устьицами у вершины), обычно с 4—5 жилками (изредка с 7), маленькие стебли иногда только с тремя жилками, очень часто с горбиком 4 мм толщиной, с многочисленными воздушными полостями, создающими выпуклость снизу; сверху иногда с заметными красными пятнами, особенно у вершины; с нижней стороны иногда красноватые, особенно по краям, жилкам и между воздушными полостями, очень редко пигментация начинается у кармашков; наибольшее расстояние между боковыми и внутренними жилками немного выше середины жилок; наибольшая воздушная полость больше 0,3 мм. К началу цветения цепочки растений разрываются на более короткие, из 4—5 пластинок. Цветущие пластинки становятся оливково-пурпурными.
Корень до 16 см длиной; корневой кармашек в основном округлый, 0,6—0,8 мм длиной; турионы не образуются.
Цветёт и плодоносит часто. Цветок состоит из одного пестика и двух тычинок, без околоцветника; завязь с 1—7 семяпочами; столбик 0,05—0,1 мм длиной.
Плоды 0,6—1 мм длиной, 0,8—1,2 мм шириной, с крыловидными краями; крыло 0,1—0,2 мм шириной, с 1—5 семенами.
Семена 0,7—0,9 мм длиной, 0,4—0,6 мм толщиной, беловатые, с 8—16 заметными рёбрами, выпадают из стенки плода при созревании.

## Распространение
- Европа:
  - Северная Европа (Дания, Финляндия, Норвегия, Швеция, Великобритания);
  - Центральная Европа (Австрия, Бельгия, Чехословакия, Германия, Венгрия, Нидерланды, Польша, Швейцария);
  - Восточная Европа (Белоруссия, Европейская часть России, Украина)
  - Южная Европа (Албания, Болгария, Югославия, Греция, включая Крит, Румыния, Франция, включая Корсику, Португалия, Испания, включая Балеарские острова);
- Кавказ:
  - (Армения, Азербайджан, Предкавказье, Дагестан, Грузия);
- Азия:
  - Западная Азия (Саудовская Аравия, Йемен, Афганистан, Иран, Израиль, Иордания, Ливан, Сирия, Турция);
  - Восточная Азия (Япония (Хонсю));
  - полуостров Индостан (Индия, Пакистан);

- Африка:
  - Макаронезия (Мадейра, Канарские острова);
  - Северная Африка (Алжир, Египет, Марокко, Тунис, Эфиопия, Судан);
  - Восточная Африка (Кения, Танзания, Уганда);
  - Западная Африка (Руанда, Заир);
  - Южная Африка (ЮАР: на территории всех бывших провинций — Капской, Фри-Стейта, Натала и Трансвааля);
- Северная Америка:
  - США (Иллинойс, Небраска, Вайоминг, Нью-Мексико, Техас, Аризона, Калифорния, Невада, Виргинские острова);
  - Мексика;
- Южная Америка: Бразилия, Боливия, Колумбия, Эквадор, Перу, Аргентина, Чили, Парагвай, Уругвай[3].

Растёт в стоячих водоёмах, встречается значительно реже, чем ряска малая. Центр распространения в Европе приходится на Польшу.
Перезимовывает и переносит неблагоприятные условия для роста в виде семян.

## Практическое использование
В Мексике ряску горбатую продают на пищевых рынках. Она содержит большое количество протеинов и углеводов, неприхотлива к условиям выращивания и обладает высокой продуктивностью.